# El Relámpago
El Relámpago fue un programa cómico que se transmitió por LR1 Radio el Mundo de Argentina, los lunes y jueves de 12,30 a 13,30 entre 1946 y 1963, que estaba escenificado en la redacción de un periódico que daba nombre al programa.
El libreto era de Miguel Coronato Paz y los actores interpretaban a quienes trabajaban en el diario El conductor del programa fue Jaime Font Saravia, reemplazado años después por Jorge Fontana.

## Descripción del programa
En sus comienzos el programa se llamó Olavino –la empresa auspiciante era el fabricante del aceite Olavina-  y el personaje principal era Max el Reporter, interpretado por Pedrito Quartucci. Este actor fue luego reemplazado por Juan Serrador y el personaje cambió de nombre por el de Oliverio, y después de un tiempo desapareció del programa.
El programa tenía un cantito que al empezar la emisión entonaban todos los participantes, que comenzaba con la frase “Y de vuelta nuevamente, en la alegre redacción”. Al empezar cada bloque el conductor del programa anunciaba en tono serio “Y en la redacción de El Relámpago…” y después intervenía ocasionalmente en diálogos con los intérpretes.
Era un programa muy popular que se transmitía con público desde el auditorium de la radio ubicada en Maipú 555 y en el elenco estaban, entre otros, Juan Carlos de Seta, Jorge Pacini, Tincho Zabala, Cristina de los Llanos, Vicente La Russa ( antebrazo forte como lata de kerósen‖), Mangacha Gutiérrez, Héctor Pasquali, Guido Gorgatti, Iván Grey, Natacha Nohani, Juan Laborde (el jefecito), Hilda Viñas y Silvia Randall, además del conductor Font Saravia.

## El premio del programa
En el curso del programa el conductor advertía: -No diga hola, diga Olavina- pues al final de cada emisión realizaba el “llamado Olavina“ al número telefónico elegido al azar por alguien del público entre los números enviados por los oyentes. Si la persona atendía diciendo “Olavina“ ganaba el premio y si había dicho otra palabra, perdía. Cuando el auspiciante del programa pasó a ser Jabón Rinso, la respuesta que hacía ganar el premio era "Rin ...rin".

## La película
En 1950 Miguel Coronatto Paz dirigió sobre su propio guion el filme Una noche en El Relámpago  en el que trabajaban actores del programa de radio, pero la película nunca se estrenó.